# Bob-Europameisterschaft 2007
Die Bob-Europameisterschaft 2007 wurde in Cortina d’Ampezzo ausgetragen.

## Zweier-Bob Männer
Datum: 13. Januar 2007
| Platz | Bob                                              | Lauf 1 Platz | Lauf 2 Platz | Gesamtzeit Rückstand |
| ----- | ------------------------------------------------ | ------------ | ------------ | -------------------- |
| 1     | Tschechien – Bob CZE1 Ivo Danilevič Roman Gomola | 53.45 2      | 53.44 2      | 1:46.89 ±0.00        |
| 2     | Schweiz – Bob SUI1 Ivo Rüegg Cédric Grand        | 53.47 3      | 53.43 1      | 1:46.90 +0.01        |
| 3     | Deutschland – Bob GER1 André Lange Kevin Kuske   | 53.24 1      | 53.68 5      | 1:46.92 +0.03        |

## Vierer-Bob Männer
Datum: 14. Januar 2007
| Platz | Bob                                                                                      | Lauf 1 Platz | Lauf 2 Platz | Gesamtzeit Rückstand |
| ----- | ---------------------------------------------------------------------------------------- | ------------ | ------------ | -------------------- |
| 1     | Deutschland – Bob GER1 André Lange Alexander Rödiger Kevin Kuske Martin Putze            | 52.47 1      | 52.78 1      | 1:45.25 ±0.00        |
| 2     | Russland – Bob RUS1 Jewgeni Popow Roman Oreschnikow Dmitri Trunenkow Dmitri Stjopuschkin | 52.52 2      | 52.80 2      | 1:45.32 +0.07        |
| 3     | Schweiz – Bob SUI1 Ivo Rüegg Roman Handschin Thomas Lamparter Cédric Grand               | 52.59 4      | 52.97 5      | 1:45.56 +0.31        |

## Zweier-Bob Frauen
Datum: 12. Januar 2007
| Platz | Bob                                                    | Lauf 1 Platz | Lauf 2 Platz | Gesamtzeit Rückstand |
| ----- | ------------------------------------------------------ | ------------ | ------------ | -------------------- |
| 1     | Deutschland – Bob GER1 Sandra Kiriasis Romy Logsch     | 54.60 1      | 54.93 1      | 1:49.53 ±0.00        |
| 2     | Deutschland – Bob GER2 Cathleen Martini Janine Tischer | 55.10 2      | 55.32 2      | 1:50.42 +0.89        |
| 3     | Italien – Bob ITA1 Jessica Gillarduzzi Fabiana Mollica | 55.61 3      | 55.73 3      | 1:51.34 +1.81        |

## Medaillenspiegel
| Platz | Nation      | Gold | Silber | Bronze |
| ----- | ----------- | ---- | ------ | ------ |
| 1     | Deutschland | 2    | 1      | 1      |
| 2     | Tschechien  | 1    | 0      | 0      |
| 3     | Schweiz     | 0    | 1      | 1      |
| 4     | Russland    | 0    | 1      | 0      |
| 5     | Italien     | 0    | 0      | 1      |